# Melobesia galapagensis
Melobesia  galapagensis (Foslie) W.R.Taylor, 1945  é o nome botânico  de uma espécie de algas vermelhas  pluricelulares do gênero Melobesia, subfamília Melobesioideae.
- São algas marinhas encontradas nas Ilhas Galápagos.

## Sinonímia
- Epilithon galapaganse  (Foslie) Foslie
- Lithothamnion galapagense  Foslie, 1907